# Distretto di Balkhab
Il distretto di Balkhab è un distretto dell'Afghanistan appartenente alla provincia di Sar-e Pol.